# Юминда (полуостров)
Ю́минда (эст. Juminda), также Ю́миндани́на — полуостров на севере Эстонии на Балтийском море. Самый большой полуостров Северной Эстонии. 

## География и описание
Расположен между бухтами Колга (эст. Kolga laht) на западе и Хара (Hara laht) на востоке. Оканчивается мысом Юминда. Длина полуострова — 13 километров, ширина в южной части — до 6 км. Центральная часть полуострова в основном скалистая, есть также песчаные дюны (цепочка дюн Пиканымме (эст. Pikanõmme), самая высокая часть которой находится на высоте 33 метров над уровнем моря), с восточной стороны полуострова — крутые скалы. Бо́льшая его часть покрыта хвойным лесом, на юге расположено верховое болото.
Территория полуострова входит в состав Лахемааского национального парка. Здесь находится охраняемый государством объект культурного наследия: каменный могильник и место жертвоприношения Кольюваре, археологический памятник и историческая природная святыня. 
На полуострове Юминда находится третий по величине в Эстонии гигантский ледниковый валун Маякиви. 
На северной оконечности полуострова расположен маяк Юминда. Географические координаты маяка: 59°38′48″ с. ш. 25°30′37″ в. д..

## История
В 1941 году у полуострова погибли более 15 000 человек, в том числе 4400 жителей Таллина, отправившиеся на 225 судах и кораблях в Кронштадт (по данным эстонского историка Мати Ыуна (Mati Õun) число погибших могло составить до 25 000 человек). 
В 1974 году на полуострове был открыт памятник погибшим, его восстановление было осуществлено в 1994 году.
Согласно решению президента Эстонии Леннарта Мери в 2001 году на мысе полуострова Юминда был открыт новый памятник погибшим в Таллинском переходе.
В советское время в расположенной на восточном побережье деревне Хара размещалась советская база подводных лодок.

## Населённые пункты
Население проживает главным образом в шести деревнях на побережье: Вирве, Кийу-Аабла, Колга-Аабла, Леэзи, Педаспеа, Таммисту, Тапурла, Хара и Юминда. Старейшей деревней является, вероятно, Юминда, упомянутая в 1290 году как Jumentake. Все деревни входят в состав волости Куусалу.

Полуостров Юминда
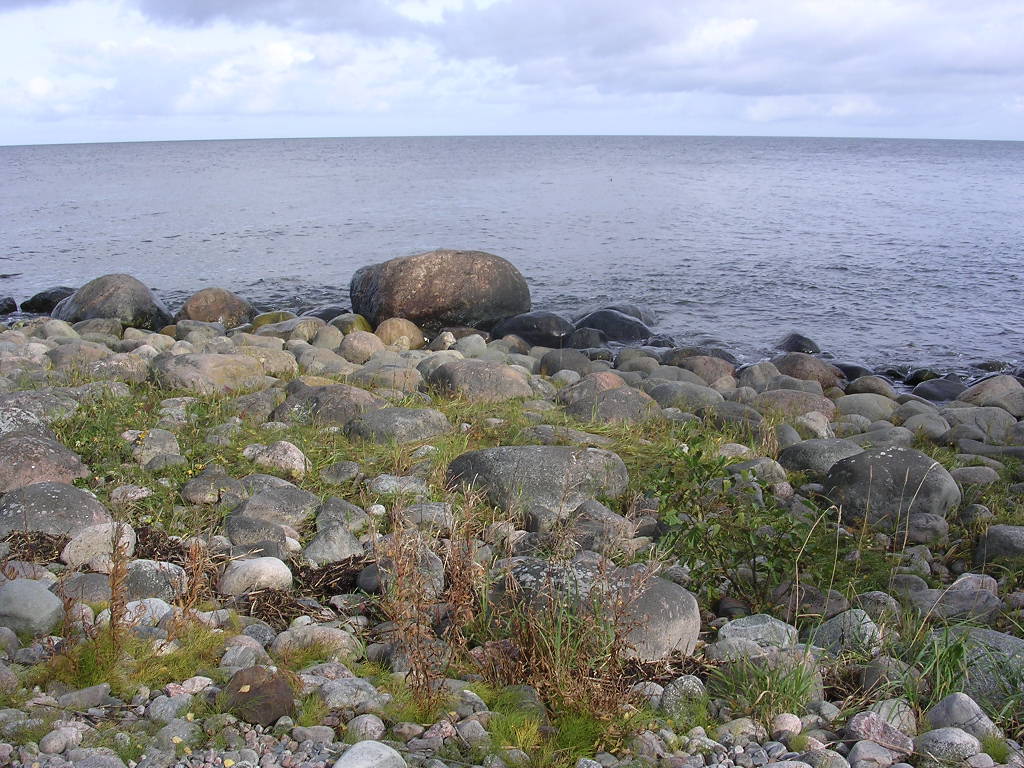
Побережье полуострова, вид на север
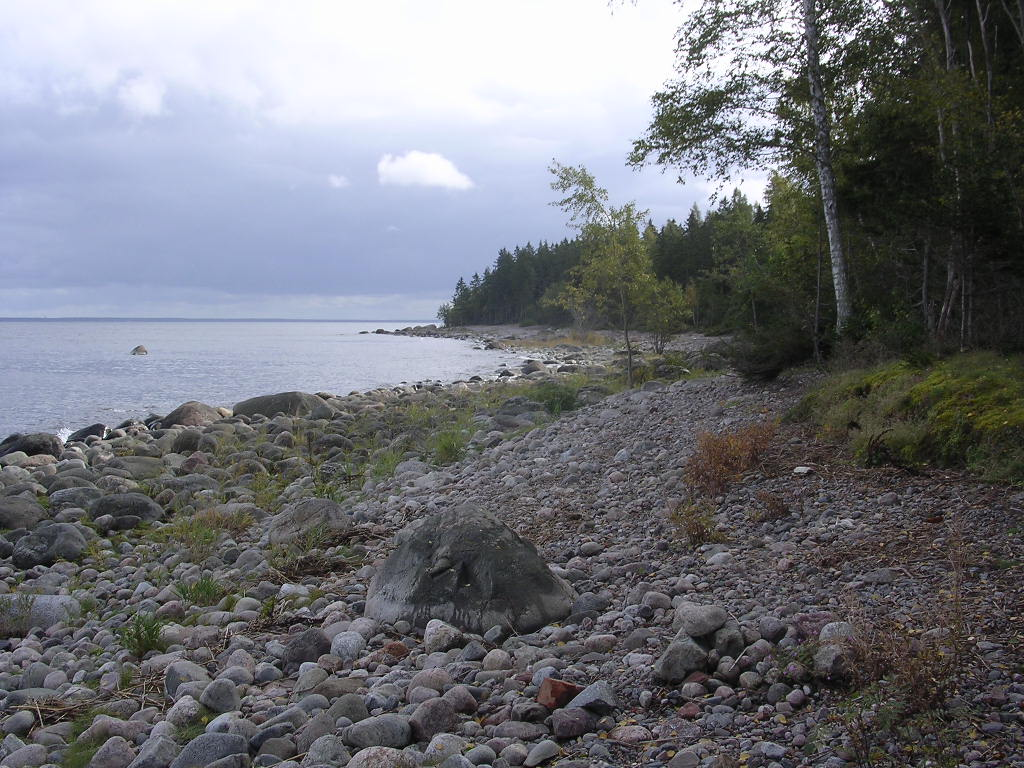
Побережье полуострова, вид на восток
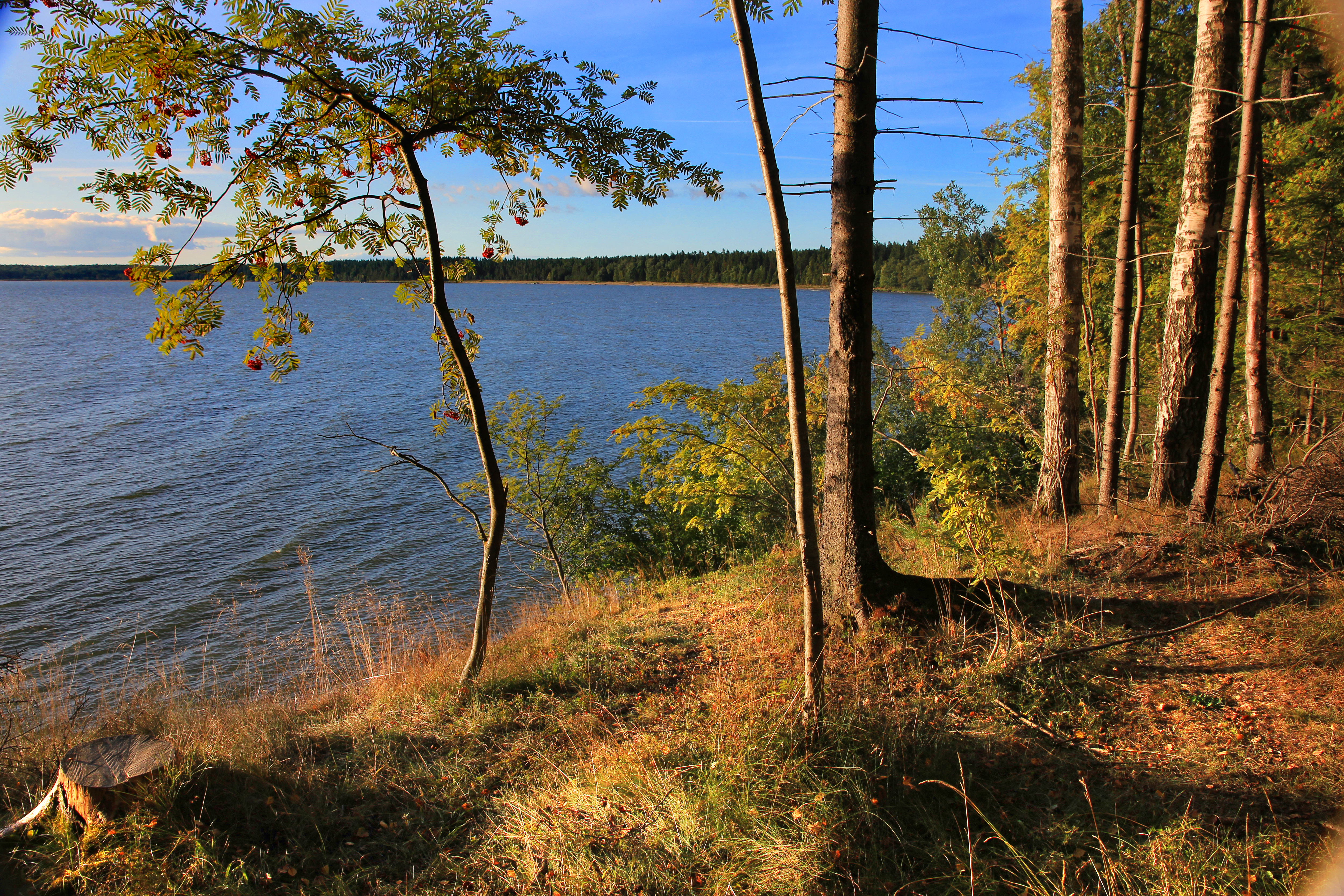
Мыс Юминда
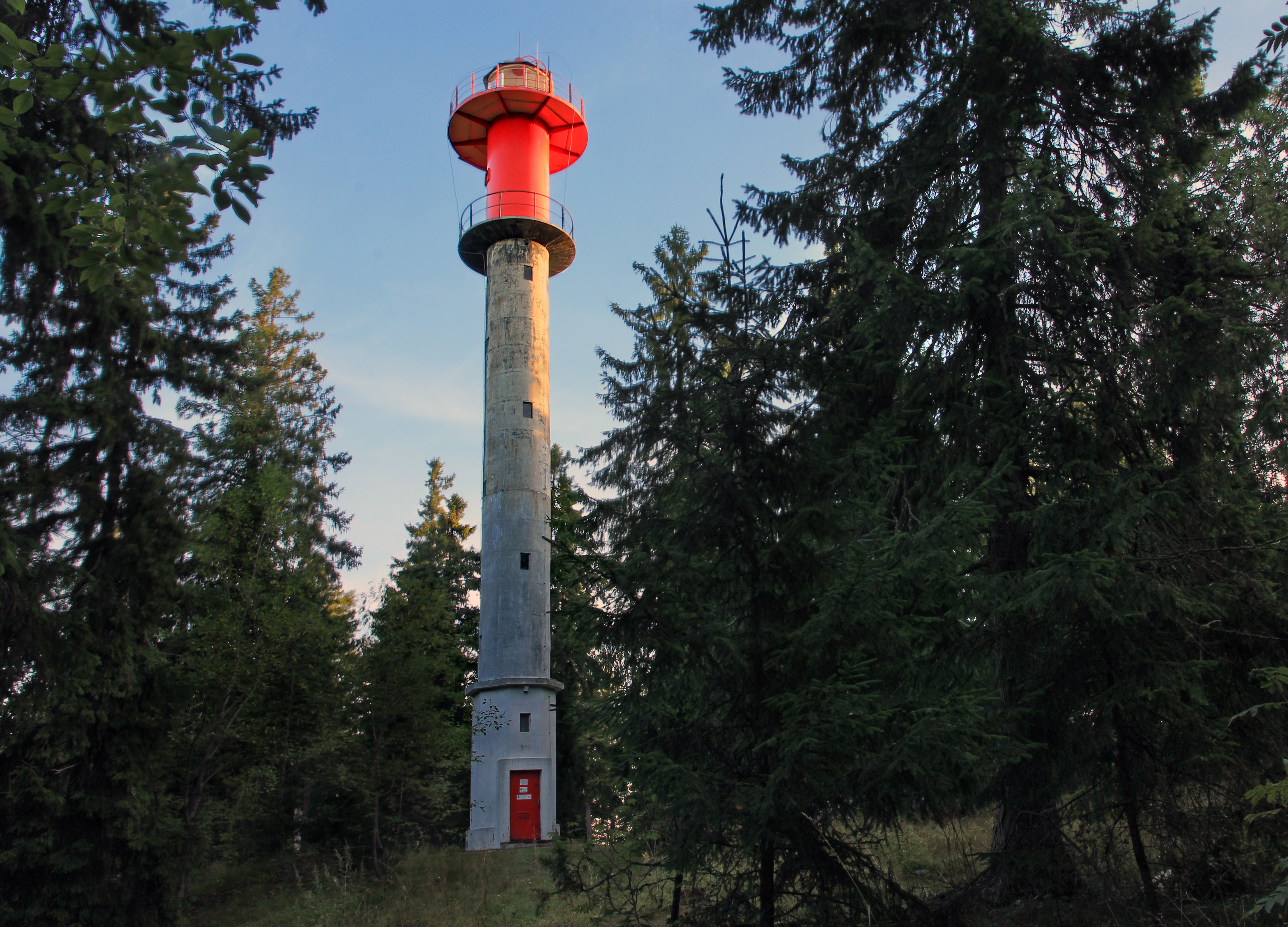
Маяк Юминда
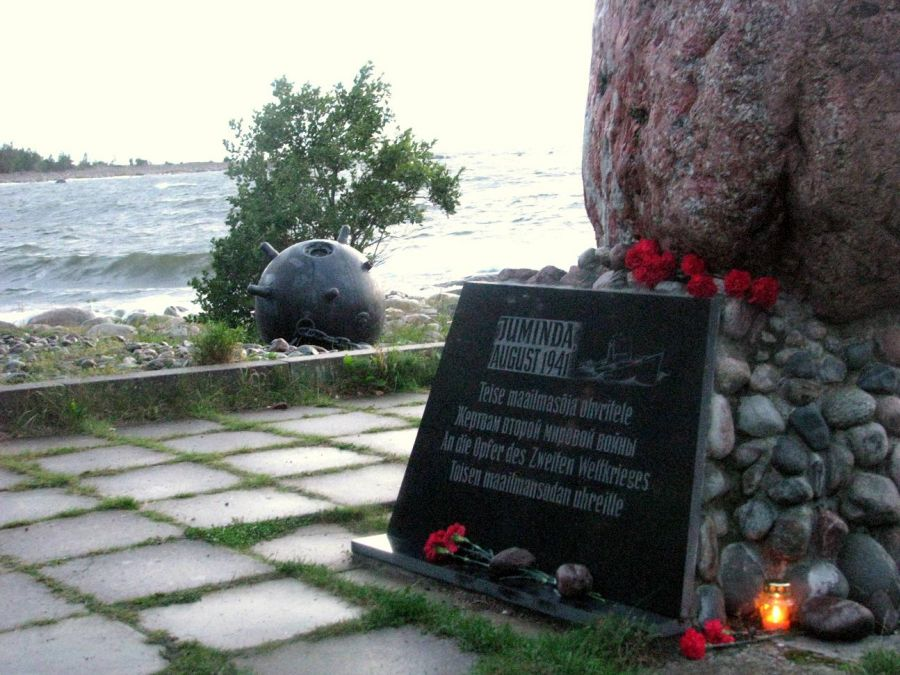
Монумент в память погибших у полуострова Юминда
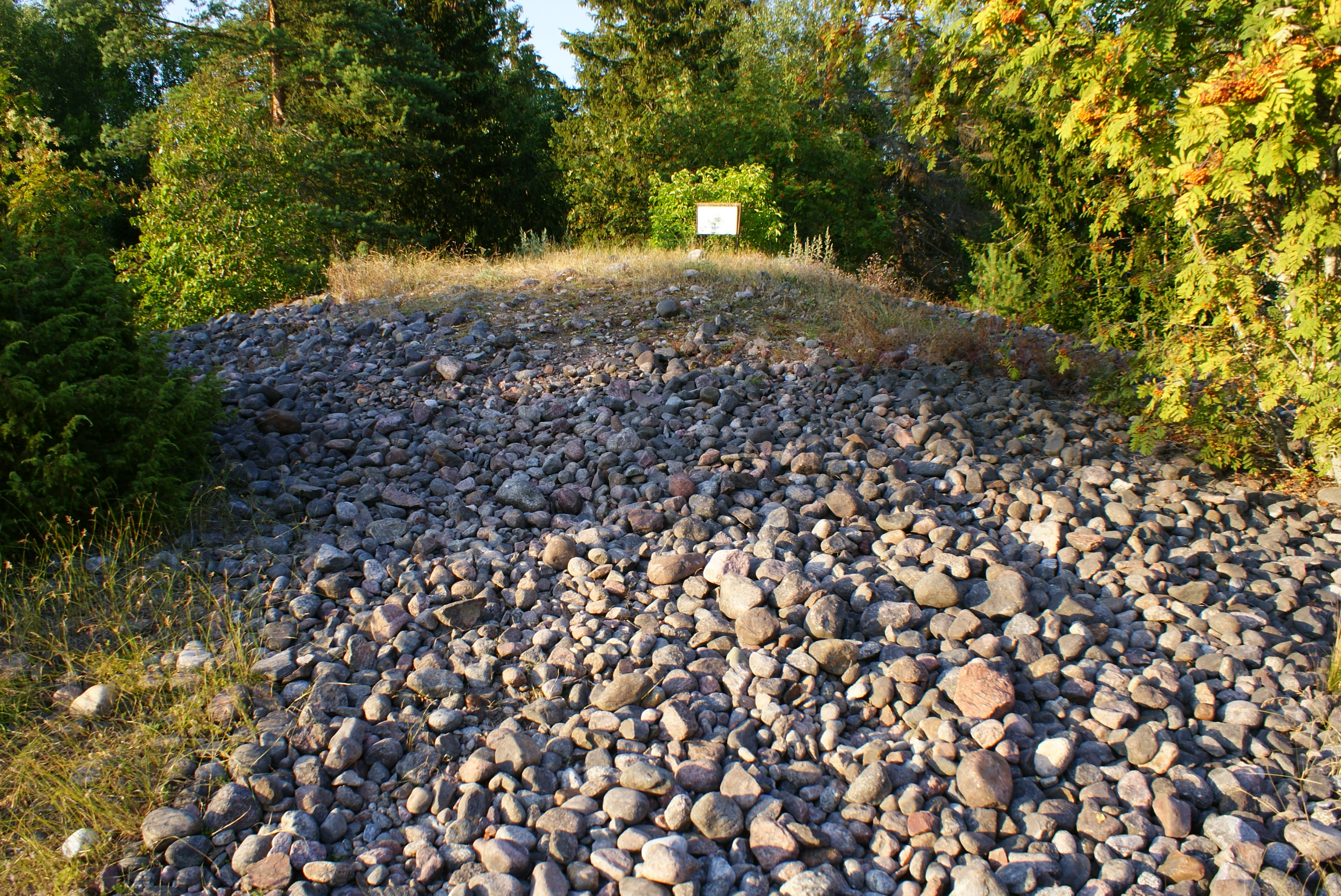
Каменный могильник Кольюваре
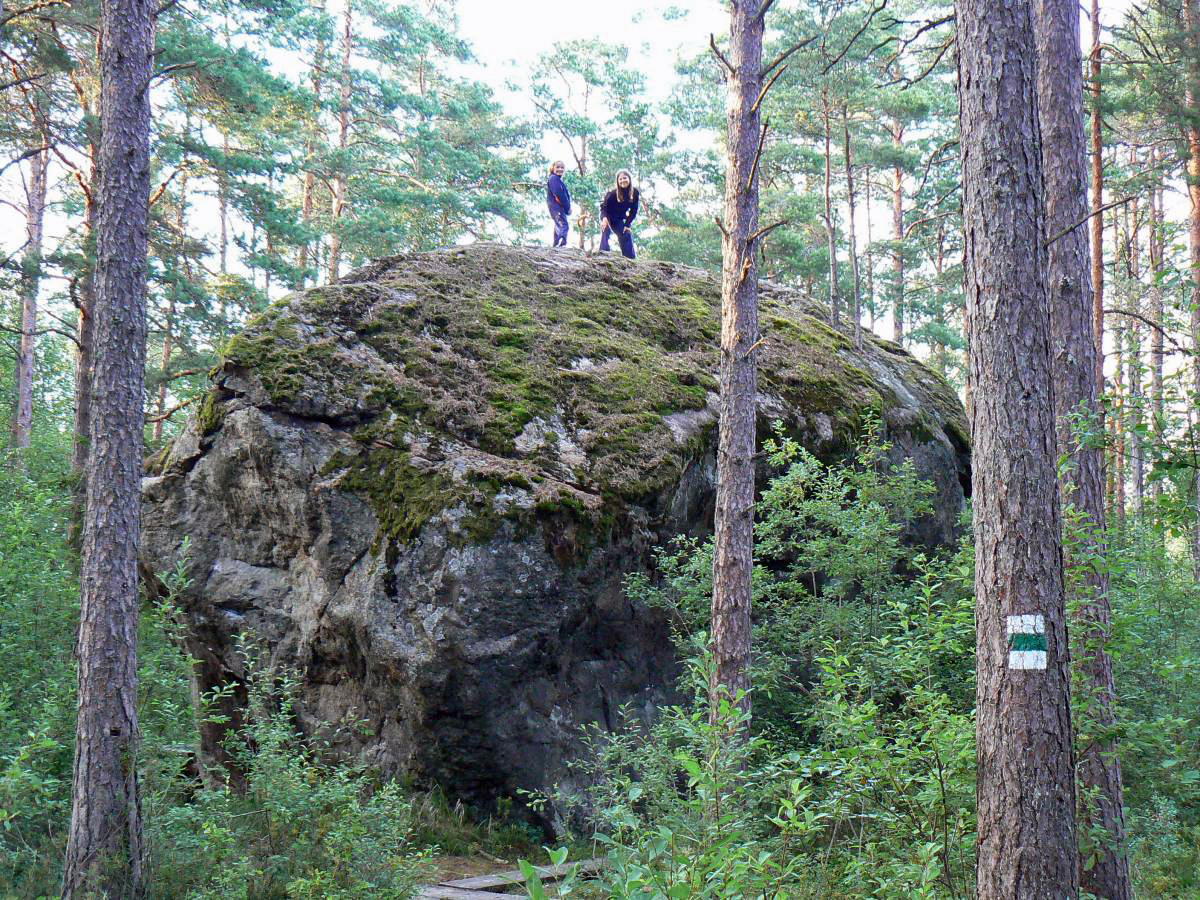
Валун Маякиви
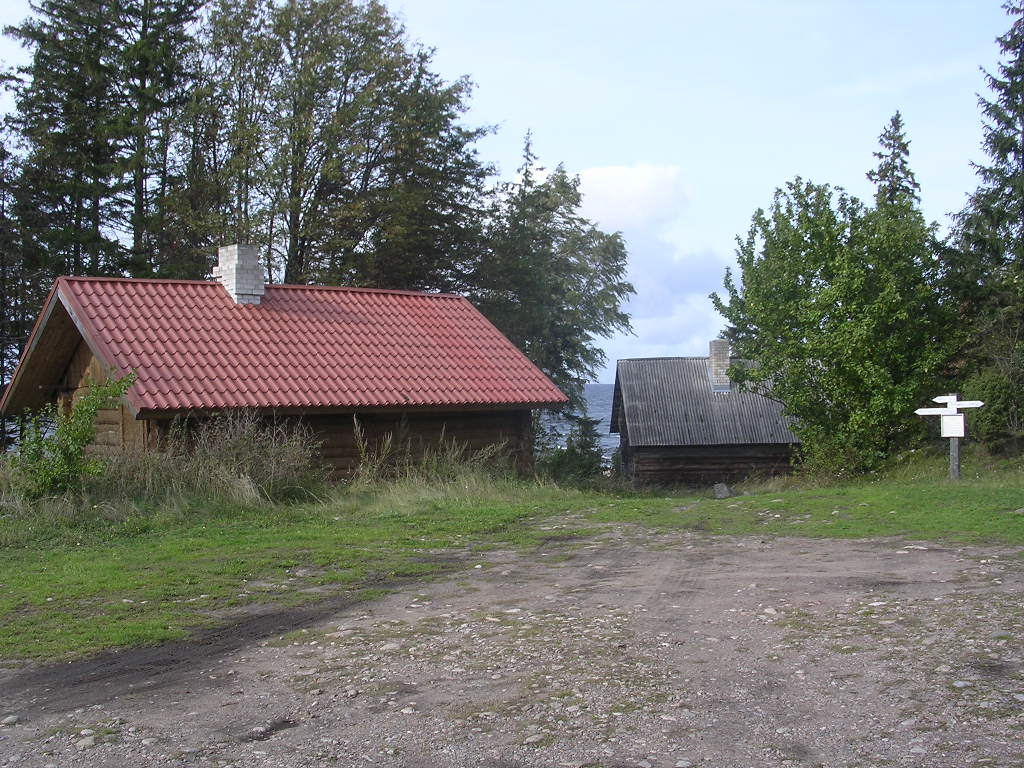
Рыбацкие домики на берегу моря
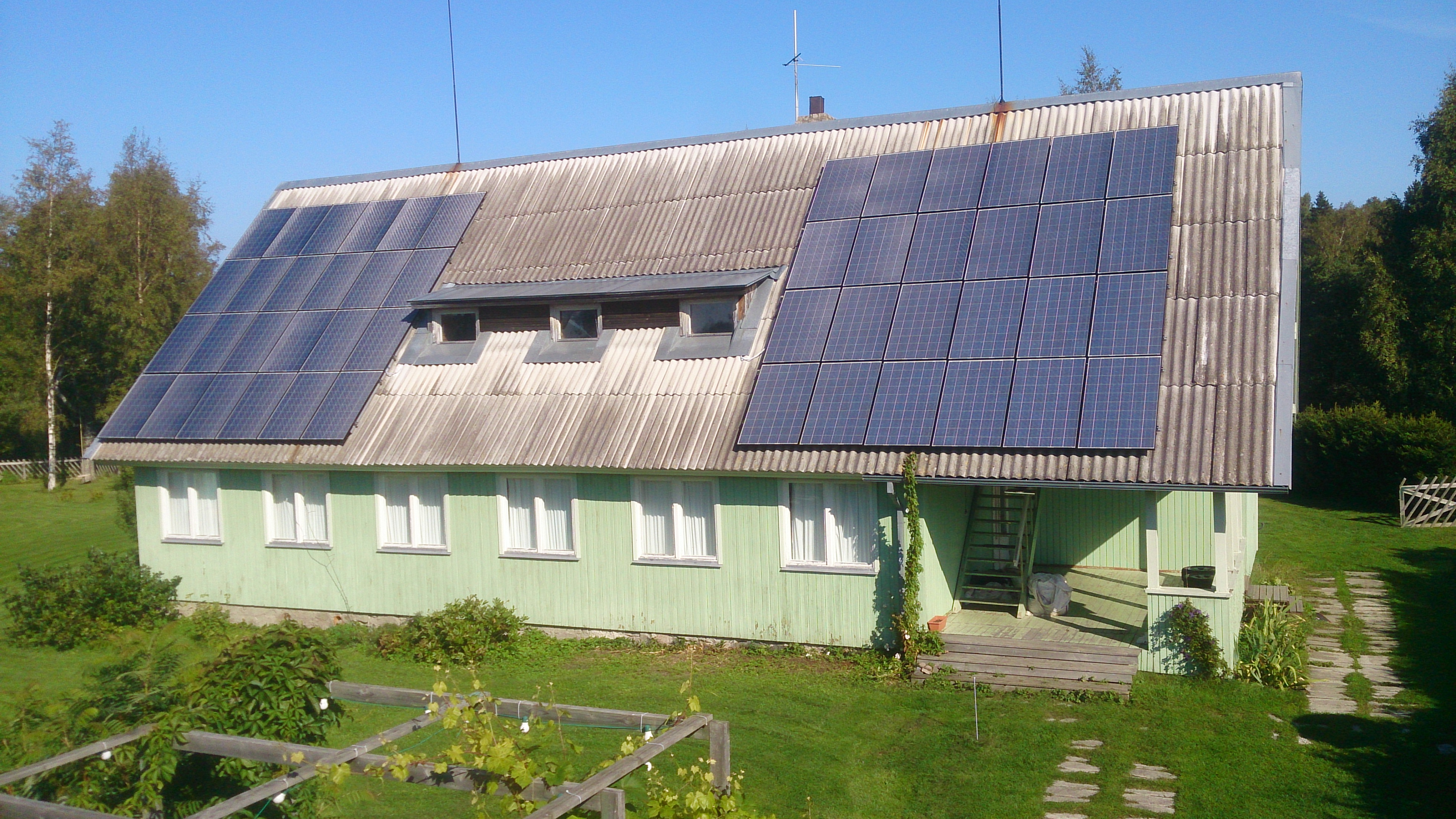
Солнечная электростанция
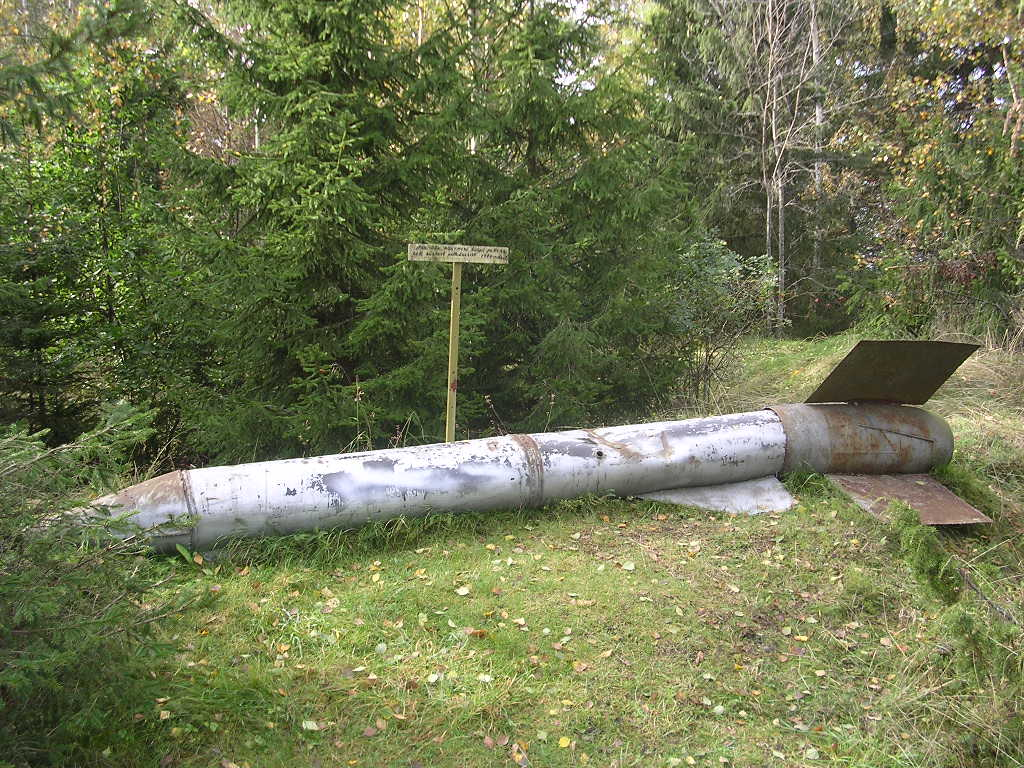
Ракета, оставшаяся от советской военной базы